# Comuna Medvedivka, Djankoi
Medvedivka (în ucraineană Медведівка) este o comună în raionul Djankoi, Republica Autonomă Crimeea, Ucraina, formată din satele Medvedivka (reședința), Peredmistne și Turhenieve.

## Demografie
Componența lingvistică a comunei Medvedivka
     Rusă (49,18%)
     Tătară crimeeană (24,95%)
     Ucraineană (23,11%)
     Alte limbi (0,33%)
Conform recensământului din 2001, nu exista o limbă vorbită de majoritatea populației, aceasta fiind compusă din vorbitori de rusă (49,18%), tătară crimeeană (24,95%) și ucraineană (23,11%).